# コレクト
コレクト株式会社（CORRECT CO., LTD）は、東京都台東区元浅草にある文具メーカー。ダイアリー、手帳などを手掛け、中でもダイアリーは国内トップのシェアを持つ。紙製品のほか、決済箱や印箱などといった加工製品も手掛ける。

## 主な商品
- ダイアリー
- クリアポケット
- カードホルダー
- 名刺整理帳・名刺ファイルなど
- バインダー
- ルーズリーフ
- オフィス用品（決済箱・文箱・印箱・診察券入れ・薬箱など）